# Swanson (rivière)
Pour les articles homonymes, voir Swanson.
La rivière Swanson est un cours d'eau des États-Unis, situé dans la Péninsule Kenai au sud-est de l'Alaska. Il fait 64 km de long, et se jette dans le golfe de Cook à proximité de Nikiski ; et il prend sa source au lac Gene dans la région des Swanson Lakes, s'écoulant vers le sud-ouest puis vers le nord en direction de Number Three Bay sur le canal Gompoertz du Golfe de Cook.
La rivière reste entièrement au sein du refuge faunique national de Kenai. À son plus bas, elle passe à travers le champ de pétrole Swanson River Oil Field à l'est de Nikiski avant de brutalement changer de direction vers le nord. Près de son embouchure, elle s'écoule à travers la zone de loisirs d'État Captain Cook et sous la North Kenai Road atteint le golfe Cook.

## Loisirs
La rivière Swanson et les nombreux lacs environnants sont des zones populaires de loisirs en canoës et kayaks. Deux sentiers bleus (ou sentiers d'eau) comportent des lacs et sources de classe I (facile) sur l'échelle internationale de difficulté en rivière (en). La route du lac Swan de 96 km comporte 30 lacs avec jusqu'à 800 m de portage. La route de la rivière Swanson, longue de 74 km, croise 40 lacs et inclut des portages jusqu'à 1 600 m. Les portages, dont certains en terrain marécageux, vont du simple au difficile. En plus du terrain chaotique, on compte parmi les dangers les vagues de vent, les moustiques, ou encore une pénurie de terrains de camping.
Il est possible de naviguer sur la rivière Swanson elle-même depuis le débouché du lac Gene au pont de la route North Kenai. La navigation est aussi possible sur 30 km de rivière entre le lac Gene et le débarcadère de la rivière Swanson près de la route du lac Swan et du campement du lac Rainbow.
Le système de lacs et sources de Swanson soutient une large population de poissons à pêcher. On compte parmi les espèces principales le saumon argenté, la truite arc-en-ciel, et l'omble chevalier.